# Plaza del Potro (Córdoba)

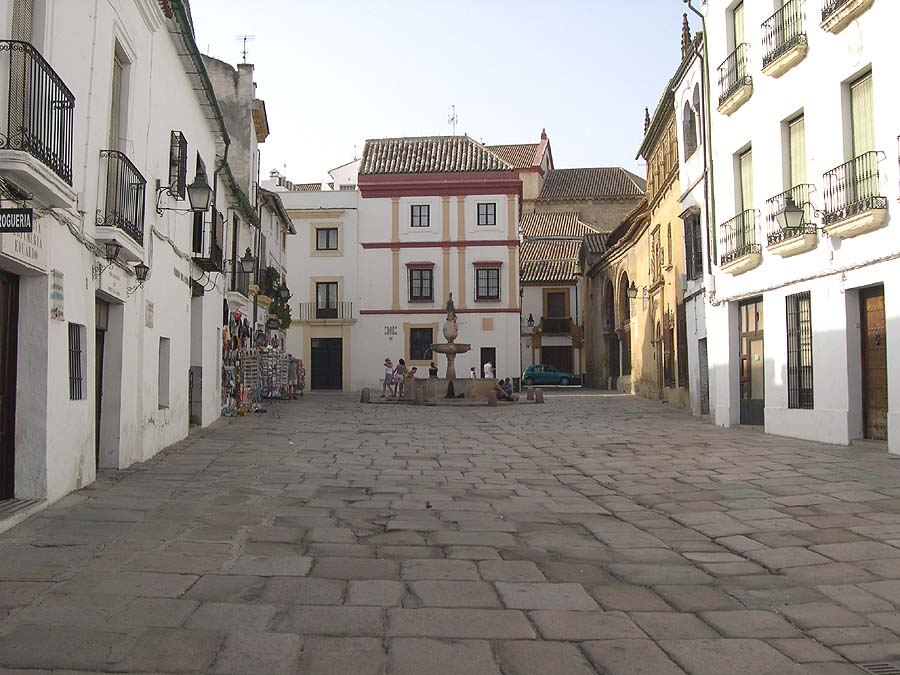
Vista de la plaza del Potro

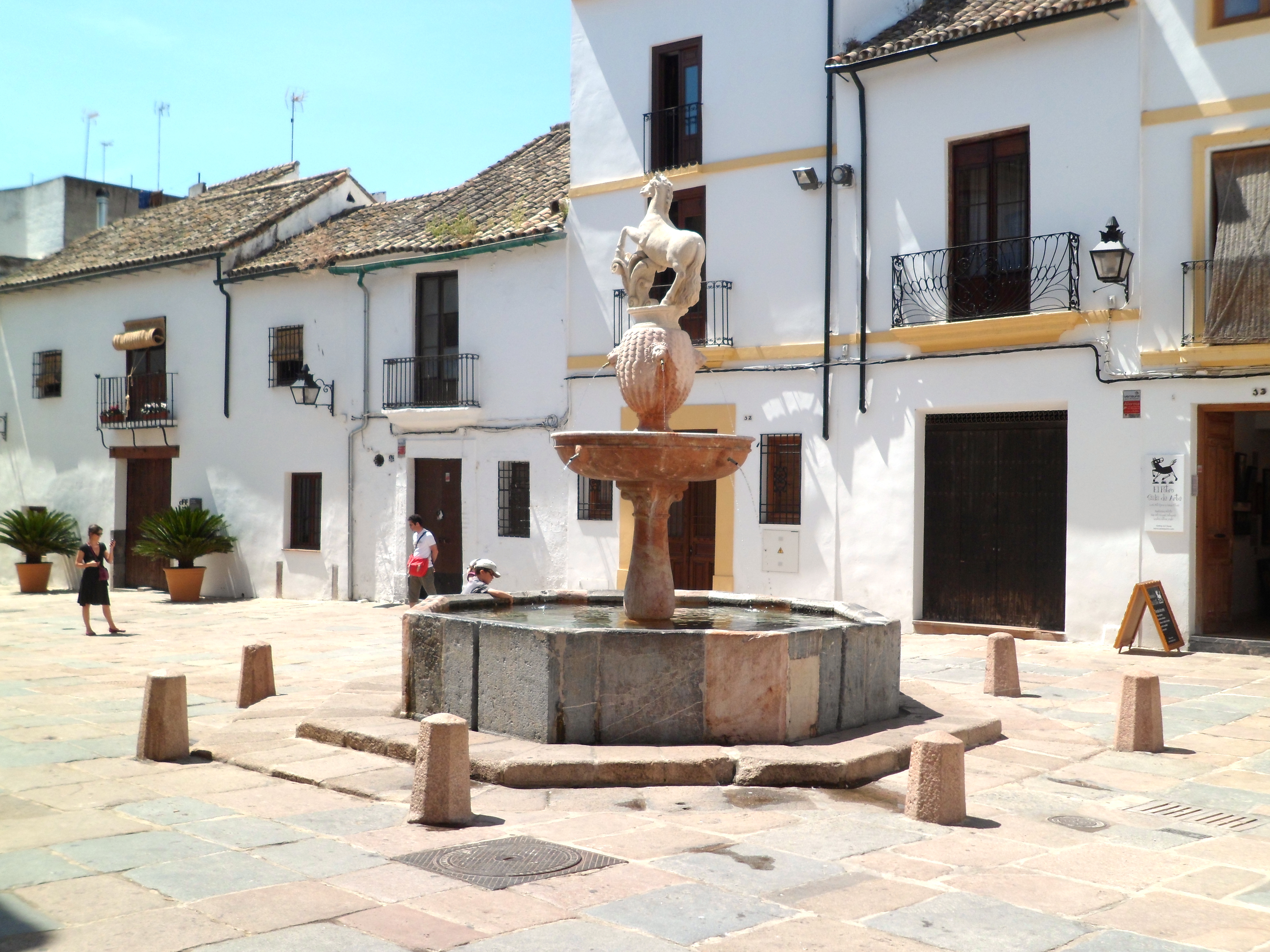
Fuente del Potro y posada del Potro

La plaza del Potro es una de las más representativas y antiguas de la ciudad de Córdoba (España), situada en el barrio de San Francisco-Ribera.
En el centro de la misma se encuentra la fuente del Potro cuyo remate es la figura de un potro que levanta sus manos sujetando un cartel con el escudo de la ciudad. Esta fuente de estilo renacentista data del año 1577, y el potro con el que está rematada da su nombre a la plaza. En el Siglo de Oro era lugar de encuentro de los pícaros y maleantes de la ciudad. Hasta 1847 estuvo situada en el lado opuesto de la plaza al que hoy ocupa.
Se encuentra también en esta plaza la famosa Posada del Potro, citada por Cervantes en El Quijote y por Pío Baroja en La feria de los discretos, además del Museo de Bellas Artes local y el Museo Julio Romero de Torres en el edificio del antiguo Hospital de la Caridad, fundador en el S. XV por los Reyes Católicos.

## Historia
Las primeras referencias a este lugar son de comienzos del siglo XIV cuando el despoblado era conocido como «Potro» debido a la venta de ganado equino y donde se celebraban la feria anual, por lo que se agrupararon un gran número de comerciantes, viajeros y tratantes de ganado. La construcción de mesones y tiendas a su alrededor producen que ya se la conozca como «plaza del Potro» en la segunda mitad del siglo XIV. Originariamente, la plaza era de mayores dimensiones y albergaba una planta cuadrada, por lo que carecía de una conexión con la Ribera, sino que su extremo sur estaba ocupado por el desaparecido mesón de la Madera.
La urbanización de la huerta del monasterio de San Francisco y la consecuente edificación de inmuebles al norte y la fundación del hospital de la Caridad al este a finales del siglo XV hizo disminuir considerablemente las dimensiones de la plaza, que pasó de tener forma cuadrada a ser estrecha y alargada.
Existían multitud de mesones en la zona, aunque quizás el más relevante fue el mesón de doña Teresa, documentado desde la segunda mitad del siglo XIV y denominado así por su propietaria, la viuda de Ruy González Manzanedo. En el siglo XV fue conocido como mesón de la Pastora y de la Catalana, para finalmente en el siglo XVI denominarse mesón del Potro, donde diversos personajes como Antón de Montoro, Vicente Espinel, Miguel de Cervantes o Luis de Góngora expresaron su ambiente picaresco y pernoctaron en el recinto.
En 1577 se construyó la fuente del Potro, durante el mandato del corregidor Garci Suárez de Carvajal. En 1847 la fuente se trasladó desde el otro lado de la plaza hasta el lugar que ocupa en la actualidad, coronándola con la escultura de un potro.
En la década de 1870, la Posada de la Madera, que se encontraba en el lado sur de la plaza, es cerrada y expropiada por el ayuntamiento quien la demolió para así abrir la plaza a la ribera del río.
En 1924 se colocó en esta plaza el triunfo de San Rafael, trasladado desde la plaza del Ángel.
En 1964 una réplica de la escultura ecuestre fue regalada a Jerez, con motivo del hermanamiento de las dos ciudades y del 700 aniversario de la conquista cristiana de Jerez, ya que una leyenda cuenta cómo una guarnición de Córdoba consiguió repeler un ataque del Reino nazarí de Granada en 1325. Dicha réplica se encuentra en la plazuela de Belén de la ciudad jerezana.

## Toponimia
Existen varias teorías acerca del origen del nombre de la plaza:
- De un antiguo mesón en el cual se vendían potros y mulas.[2]
- De la escultura de un potro que corona la fuente de la plaza.[5][6]